# Virginia Slims of Denver 1984
Il Virginia Slims of Denver 1984 è stato un torneo di tennis giocato sul cemento indoor. È stata la 5ª edizione del torneo, che fa parte del Virginia Slims World Championship Series 1984. Si è giocato a Denver negli USA dal 16 al 22 gennaio 1984.

## Campionesse

### Singolare
Mary Lou Daniels ha battuto in finale  Kim Sands con il punteggio di 6–1, 6–1

### Doppio
Anne Hobbs /  Marcella Mesker hanno battuto in finale   Sherry Acker /  Candy Reynolds con il punteggio di 6–2, 6–3